# Dositeo (matematico)
Dositeo (in greco antico: Δωσίθεος?, Dōsítheos; Pelusio, ... – ...; fl. III secolo a.C.) è stato un matematico e astronomo egizio, allievo di Conone di Samo, attivo ad Alessandria d'Egitto nella seconda metà del III secolo a.C.

## Biografia
Dositeo di Pelusio è conosciuto soprattutto come corrispondente di Archimede di Siracusa, che dopo la morte di Conone gli invia diversi suoi lavori: il trattato sulla Quadratura della parabola, i due distinti trattati Sulla sfera e il cilindro, un libro Sulle spirali e un trattato Sui conoidi e sferoidi; si tratta in sostanza delle opere vertenti sull'approccio di Archimede al calcolo infinitesimale.
L'astronomo Gemino e altri autori riferiscono sue osservazioni astronomiche e accennano a due sue opere, che non ci sono giunte: in una di esse aveva discusso i Fenomeni di Arato di Soli e di Eudosso di Cnido; l'altra verteva sul calendario.
Secondo Diocle, che ne parla nella sua opera sull'argomento, Dositeo si era interessato alla progettazione di specchi ustori, senza però fornirne una teoria rigorosa.
È stata avanzata l'ipotesi che si trattasse di un matematico ebreo: il nome proprio di persona Dositeo, ad Alessandria, si trova sempre associato a persone ebree. Il prenome stesso è la traduzione, nel greco ellenistico dell'ebraico Matityahu, che ha in italiano un equivalente in Matteo.